# 인천항만공사
인천항만공사(仁川港灣公社, Incheon Port Authority)는 인천광역시 연수구 센트럴로 236 IBS타워 31 ~ 35층에 위치한 한국 준시장형 공기업이다. 인천항을 동북아시아 중심 항만으로 발전시키고 동북아시아 경제 중심 국가 건설 및 인천항을 정부 관리에서 기업 관리 체제로 전환하여 항만 생산성 향상을 목적으로 설립되었다.

## 출범 배경
2004년 1월 부산항에서 출범한 부산항만공사에 이어 한국에 두 번째로 인천항에 도입되는 '항만공사제'는 정부나 지방 정부 등 정부 기관이 주도하던 항만의 개발 및 운영을 민간 전문가들로 구성된 공사(公社)가 맡는 시스템을 말한다. 한국이 항만공사제를 도입하는 이유는 급변하는 국제 물류 환경과 점점 치열해지는 동북아시아 국가들의 중심 항만(Hub-Port) 경쟁에서 뒤쳐지지 않기 위해서였다. 물류 선진국들이 1990년대 이후 항만의 서비스 제고와 운영 효율화를 위해 항만공사나 민간 기업으로 전환하는 추세였기에 이를 맞춰간 것이다. 더불어 인천항의 경우 기존 정부 관리 체제로는 무섭게 성장하고 있는 중국 북쪽 항만들과의 쉽게 경쟁이 어렵다는 분석으로 인해 항만공사제 도입을 더 늦출 수도 없었다.

### 장점, 예측
기존의 중앙 정부 관리하에서는 공무원들의 순환 보직으로 전문성 확보가 어려웠다. 그러나 국제 전문 인력과 경영 전문가 등을 수시로 채용할 수 있으며 경쟁력을 갖춘 인력이 장기간 업무를 전문적으로 담당하게 돼 외국 주요 선주, 화주·항만 간의 인적 네트워크 구축이 가능하다. 인천항만공사가 어느 정도 정상화 되면 광활한 배후 부지와 풍부한 인프라를 갖춘 북중국 항만들과 맞대결까지는 어렵더라도 이들 항만이 처리 못하는 물동량을 확보하는데는 어렵지 않을 것으로 보인다.

### 신사옥 이전
새로운 업무 환경을 위해 2020년 11월 송도 IBS타워로 사옥을 이전했다.

## 운영 시설
인천항 내에 인천국제여객터미널을 운영하고 있다.

### 인천신국제여객터미널
6,705억 원의 예산을 들여 2019년 6월 준공한 인천신국제여객터미널은 12월 개장을 앞두고 있다. 2층 입국장, 4층 출국장과 면세점으로 구성된다. 5층은 이벤트홀로 행사장, 웨딩홀 등의 공간으로 활용할 계획이다. 902대의 주차 공간을 지니고 있다. 선정된 새로운 여객터미널의 운영사는 신국제여객터미널 인근 배후부지 22만 5,991m2를 맡아 인천과 중국을 운항하는 카페리의 화물 처리를 맡게 된다.

## 주요 사업[5]

### 인천항 관리 운영
| - 내항 (2 ~ 8부두 "부두운영회사제(TOC)"시행 중) - 1부두 : 공영부두 선석 규모 11 - 2부두 : 2부두 운영 주식회사 (우련, 동방) 선석 규모 11 - 3부두 : 3부두 운영 주식회사 (한진, 동부, 세방) 선석 규모 11 - 4부두 : 한진, 대한통운 선석 규모 5 - 5부두 : 선광, 대한통운 선석 규모 4 - 6부두 : 동화실업 선석 규모 6 - 7부두 : 대한 5,000톤 급(1) LPG, 유류 - GS칼텍스 정유 V 동시 접안 능력 : 40,000톤 급(1) LPG, 유류 - 대한항공 돌핀 동시 접안 능력 : 50,000톤 급(1) 유류 | - 남항 (컨테이너 전용 부두) - ICT(1단계) 동시 접안 능력 : 40,000톤 급 1척 - ICT(2단계) 동시 접안 능력 : 40,000톤 급 2척 - 선광부두 동시 접안 능력 : 18,000톤 급 2척 - 대한통운 동시 접안 능력 : 5,000톤 급 2척 - 영진부두 동시 접안 능력 : 10,000톤 급 1척 - E1부두 동시 접안 능력 : 30,000톤 급 1척 - 2009년까지 컨테이너 전용 3선석 건설 중 - 인천신항 (건설 중) |

## 연혁

### 2000년대
- 2003년 5월 : 항만공사법 제정 (법률 제06918호)
- 2003년 11월 : 항만공사법 시행령 제정 (대통령령 제18147호)
- 2005년 7월 11일 : 인천항만공사 설립
- 2007년 4월 : 항만공사법 개정(수역 시설 관리권 등 사업 범위 확대)
- 2008년 8월 : 인천항 부두관리운영공사 흡수 통합
- 2009년 6월 : 항만공사법 개정(항만 시설 관리권 출자 근거 마련)

### 2010년대
- 2011년 8월 : 김춘선 사장 취임
- 2011년 12월 : 인천항 컨테이너 물동량 최고 기록 달성(1,998천 TEU)
- 2012년 : GWP가 선정한 대한민국에서 일하기 좋은 100대 기업 2년 연속 선정

### 2020년대
- 2020년 11월 : 송도 IBS타워로 사옥 이전

## 조직, 인원
- 조직 형태 : 준시장형 공기업 (공공기관 운영에 관한 법률 적용)
- 조직 : 3본부 1단 20팀
- 인원 : 208명 (임원 포함)
- 주무부처 : 해양수산부

- IPA 노동조합
- 항만위원회
- 감사팀
  - 감사위원회

| - 사장 - 인사관리팀 - 경영본부 - 기획조정실 - 경영지원팀 - 재무관리팀 - 미래사업팀 - 홍보팀 - 관리팀 - 사회가치실현(TF)팀 | - 운영본부 - 물류전략실 - 글로벌마케팅팀 - 항만관리팀 - 물류단지팀 - 물류정보팀 - 안전·보안(TF)팀 | - 건설본부 - 항만개발실 - 항만건설팀 - 항만시설팀 - 갑문운영팀 - 갑문설비팀 |